# Michael Wetzel (Historiker)
Michael Wetzel (* 8. Mai 1975 in Schlema) ist ein deutscher Historiker, der sich vor allem mit der sächsischen Landesgeschichte befasst.

## Leben
Nach Ablegen des Abiturs an einem Gymnasium in Aue studierte Wetzel von 1995 bis 2000 an der TU Chemnitz die Fächer Geschichte, Philosophie und Interkulturelle Kommunikation. Daneben widmete er sich während eines Auslandsaufenthaltes an der University of Zimbabwe in Harare der Afrikanischen Geschichte. Mit einer Studie über das schönburgische Amt Hartenstein wurde Wetzel 2003 an der TU Chemnitz bei Reiner Groß zum Dr. phil. promoviert, 2022 dort bei Frank-Lothar Kroll mit einer Studie über Detlev von Einsiedel habilitiert und zugleich zum Privatdozenten berufen. Von 1998 bis 2018 war er (mit Unterbrechungen) als Projektmitarbeiter und zuletzt als Referent für Älteres Archivgut am Staatsarchiv Chemnitz beschäftigt. Seit 2023 ist er am Universitätsarchiv der Technischen Universität Dresden tätig.
Als Historiker widmet sich Wetzel vor allem der sächsischen Landes- und Kirchengeschichte sowie der Geschichte des Erzgebirges und der Schönburgischen Herrschaften. Er ist an Projekten wie der Sächsischen Biografie oder dem Atlas zur Geschichte und Landeskunde von Sachsen beteiligt und gehört den Redaktionsbeiräten der Erzgebirgischen und Sächsischen Heimatblätter an. Er ist Vorstandsmitglied im Verein für Sächsische Landesgeschichte.
Wetzel ist seit 2004 als Laienprediger Pastor der evangelisch-methodistischen Kirchgemeinde Zwönitztal. Er betreut die Zeitschrift EmK Geschichte. Quellen-Studien-Mitteilungen der Studiengemeinschaft für Geschichte der EmK und engagiert sich für die Albanienhilfe des Christlichen Hilfsvereins Wismar e. V.
Er lebt in Zwönitz.

## Schriften
- 100 Jahre Methodismus in Zwönitz und Umgebung, 1903–2003: ein Beitrag zur Kirchengeschichte des Erzgebirges. Evangelisch-methodistische Kirchgemeinde, Zwönitz 2003.
- Das schönburgische Amt Hartenstein 1702–1878: Sozialstruktur – Verwaltung – Wirtschaftsprofil. (= Schriften zur sächsischen Geschichte und Volkskunde, Band 10), Leipziger Universitätsverlag, Leipzig 2004. ISBN 3-937209-03-4
- Das geteilte Lenkersdorf, 1312–1878: ein Beitrag zur Geschichte des schönburgisch-sächsischen Grenzraumes. Rockstroh, Aue 2004. ISBN 3-937190-03-1
- (mit Gerhard Troll) Die Schönburger und Lößnitz: Aspekte einer 600jährigen Herrschaftsbeziehung (1406–1945). Rockstroh, Aue 2006. ISBN 3-937190-08-2
- St. Jacobi Stollberg, 1659–2009: Festschrift zum 350jährigen Kirchweihjubiläum. Rockstroh, Aue 2009. ISBN 978-3-937190-17-4
- 100 Jahre Bethlehemstift Zwönitz, 1909–2009. Rockstroh, Aue 2009. DNB 1022543350
- Die Kaufmannsfamilie Höckner: biographische und stadtgeschichtliche Porträts aus dem barocken Stollberg. St. Jakobi-Kirchgemeinde / Stadtverwaltung, Stollberg 2010. ISBN 978-3-937190-21-1
- (mit Gerhard Troll) Die Meinheringer und Lößnitz. Herrschaft und Stadtentwicklung im Mittelalter. Rockstroh, Aue 2013. ISBN 978-3-937190-23-5
- Geschichte der Stadt Stollberg, Band 1: Von den Anfängen bis 1830. Stollberg 2018. ISBN 978-3-00-059925-5
- (mit Immanuel Voigt): Stollberger Geschichte, eine Zeittafel. Große Kreisstadt Stollberg, Stollberg 2018.
- Graf Detlev von Einsiedel (1773–1861): Sächsischer Staatsmann, Unternehmer und Exponent der Erweckungsbewegung zwischen Alter Welt und bürgerlicher Moderne. (= Schriften zur sächsischen Geschichte und Volkskunde, Band 70), Leipziger Universitätsverlag, Leipzig 2023. ISBN 978-3-96023-550-7

### Herausgeberschaften
- Historische Stätten des Methodismus in Deutschland, Österreich und der Schweiz Evangelische Verlagsanstalt, Leipzig 2021. ISBN 978-3-374-06852-4